# Блермор (Альберта)
Блермор (фр. Blairmore) — міська громада у Скелястих горах в межах муніципалітету Кровснест-Пасс на південному заході Альберти, Канада. До 1979 року було містом, аж поки не об'єдналося із чотирма муніципалітетами, утворивши Кровснест-Пасс. Блермор - головний комерційний центр Кровснест-Пасс.

## Географія
Блермор знаходиться на південному заході Альберти у Канадських Скелястих горах. Це приблизно 135 км на захід від Летбриджа по Кровснестському шосе і приблизно у 20 км на схід від Британської Колумбії.

### Геологія
Ефузивні гірські породи в районі Блермора відносяться до Кровснестського формування. Як геологічна одиниця, вулканіки отримали деяку увагу в кінці 1980-х років, коли геологи заявили, що знайшли золото у деяких вузлах вулканіту. Блерморит, рідкісна вулканічна порода Кровснестського формування, названа на честь Блермора.

## Демографія
За даними перепису населення Канади 2006, населення Блермора становить 2,088 осіб, що складає 36% від усього населення муніципалітету Кровснест-Пасс (5,749).

### Відомі уродженці
- Рік Рипін — канадський хокеїст.